# Дикеарх
Дикеарх из Мессены (Δικαίαρχος; около 365 до н. э., Мессина — после 300 до н. э.) — древнегреческий философ-перипатетик и учёный. Родился на Сицилии, учился в Афинах у Аристотеля и Феофраста, большую часть жизни провёл на Пелопоннесе, в Спарте.

## Биография
Дикеарх принадлежал к тем ученикам Аристотеля, которые предпочитали исследование частных проблем развитию философских доктрин учителя. Его интересы лежали преимущественно в области психологии, истории культуры, филологии, политической теории и географии.
В диалоге «О душе» (Περὶ ψυχῆς) Дикеарх приходит к выводу, что душа умирает вместе с телом. По Дикеарху, душа представляет собой гармонию четырёх основных качеств тела — холодного, горячего, влажного, сухого. В диалоге «Спуск в святилище Трофония» (Ἡ εἰς Τροφωνίου κατάϐασις) Дикеарх отрицал все формы мантики, кроме вещих снов и пророческого вдохновения; впрочем, он считал, что о будущем лучше не знать, чем знать.
В «Жизнеописаниях» (Περὶ βίων) Дикеарх описал жизнь различных известных людей, в том числе Пифагора, Сократа и Платона. Здесь же он высказал предпочтение деятельного образа жизни идеалу созерцательной жизни, которого придерживался Аристотель. Сочинение Дикеарха «Жизнь Греции» (Βίος Ἑλλάδος) представляет собой первую общую историю культуры. Его основными темами был греческий образ жизни в целом, добывание пищи, общественное устройство, различные культурные новшества, литература, музыка и танец. В сочинении «О гибели людей» Дикеарх приходит к выводу, что от войн погибло больше людей, чем от любого другого несчастья. В сочинении «Триполития» (Τριπολιτικός) Дикеарх полемизировал с Платоном о государственном устройстве, признавая наилучшим, по образцу Спарты, смешанный строй, состоящий из монархии, демократии и аристократии.
В «Обходе Земли» (Γῆς περίοδος) Дикеарх доказывал шарообразность Земли, описывал результаты проведённых им измерений высоты различных гор в Греции; в частности, он определял высоту горы Пелион в 1250 шагов.
Сохранившиеся фрагменты сочинений Дикеарха наряду с сочинениями других перипететиков были напечатаны в классической работе Ф. Верли (F. Wehrli) «школа Аристотеля» (Die Schule des Aristoteles).

## Сочинения
- Fortenbaugh, W., Schütrumpf E. Dicaearchus of Messana: Text, Translation, and Discussion. Transaction Publishers, 2001. ISBN 0-7658-0093-4.
- Verhasselt G. Die Fragmente der Griechischen Historiker Continued. IV. Biography and antiquarian literature, B. History of literature, music, art and culture. Fasc. 9 Dikaiarchos of Messene No. 1400. Leiden; Boston: Brill, 2018. ISBN 9789004357419.
- Wehrli F. Dikaiarchos. Die Schule des Aristoteles. Texte und Kommentar. Hft. 1. Basel, 1967.
- Дикеарх из Мессены. Фрагменты и свидетельства. Пер. и комм. Е. В. Афонасина, в сб.: Петрова, М. С. Аристотель: идеи и интерпретации. Москва: Аквилон, с. 116-171.